# 페테르 무세우스키
페테르 무세우스키(슬로베니아어: Peter Musevski, 1965년 6월 12일~2020년 3월 18일)는 슬로베니아의 배우이다.

## 작품 목록

### 영화
- 외면의 밤 (2016년)
- 아드리아 블루스 (2013년)
- 슬로베니안 걸-여대생 콜걸 (2009년) - 에도 역
- 포에버 (2008년)
- 세 자매 (2007년)
- 델로 오스보바자 (2005년)
- 비전스 오브 유럽 (2004년)
- 장기 밀매자들 (2003년)
- 빵과 우유 (2001년)